# 羽田空港アクセス線
羽田空港アクセス線（はねだくうこうアクセスせん）（仮称）は、東日本旅客鉄道（JR東日本）が計画する東海道本線田町駅付近、東京臨海高速鉄道りんかい線大井町駅および東京テレポート駅と東京国際空港（羽田空港）を結ぶ計画の鉄道路線（空港連絡鉄道）。
総事業費は、2014年の報道で3200億円、2020年の報道で3800億円、完成まで10年程度を見込む。JR東日本は東山手ルートとアクセス新線について2019年2月に、5月から6月頃に環境アセスメントの手続きを開始して約3年間で取りまとめ、工事の施工に約7年を要すると想定し、早ければ2029年度に開業するとしたが、2023年4月4日に開業目標を2029年度から2031年度へ変更した。
終日輸送人員は空港旅客のみで7万8000人、ピーク1時間の輸送量は現行の東京モノレール羽田空港線1万1000人、京急空港線1万4000人に対し、約2万1000人を想定する。東京駅から羽田空港までの所要時間は約18分を見込んでいる。

## 計画ルート
JR東日本は、羽田空港の第1ターミナルと第2ターミナルの間に終点となる「羽田空港新駅（仮称）」を設ける。新駅から東京貨物ターミナル付近まで約5.0キロメートル (km) の「アクセス新線」を建設する。新線から一部既存線を活用して田町駅付近へ至る「東山手ルート」、大井町駅へ至る「西山手ルート」、東京テレポート駅へ至る「臨海部ルート」の3ルートを建設するとしている。将来は羽田空港新駅から第3ターミナルへ延伸も構想する。

### アクセス新線区間
東京貨物ターミナル駅から羽田空港新駅までの約5 kmに、長さ4.2kmの複線トンネルを新設する。当初計画は京浜島に立坑建設を予定したが、トンネル断面を複円から単円へ変更してトンネル下部に避難空間を設け、立坑を省略した。
JR東日本が提出した鉄道事業許可申請書および関東運輸局の資料は、未開業区間（アクセス新線区間）である東京貨物ターミナル - 羽田空港新駅（仮称）間を、路線名は東海道線、最高速度は110 km/hと記している。

#### 羽田空港新駅（仮称）

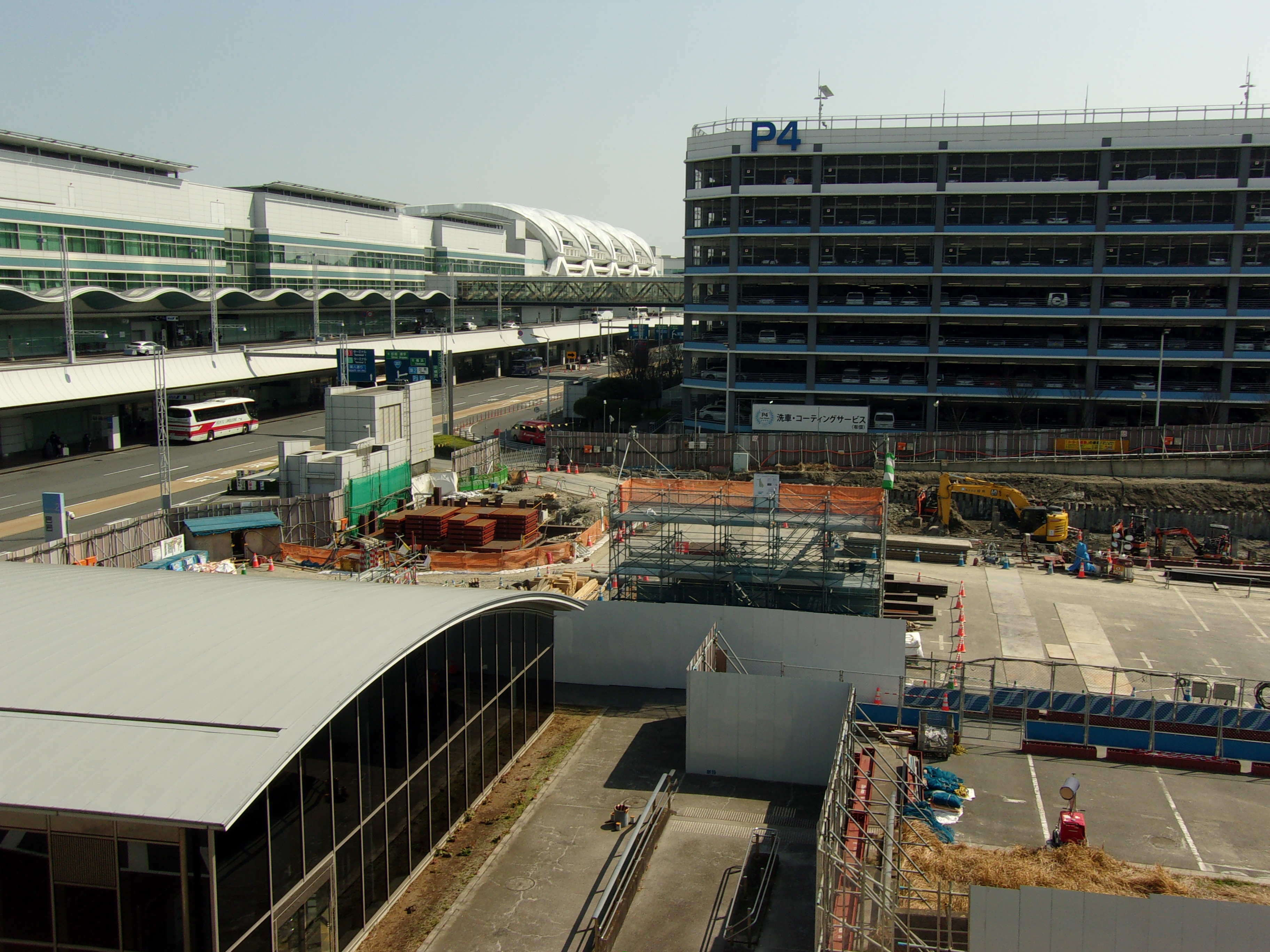
羽田空港駅建設のための竪坑掘削工事が始まった。左は第2ターミナルビル（2024年3月）

羽田空港新駅は、京急空港線・羽田空港第1・第2ターミナル駅の手前、首都高速湾岸線と第3駐車場（P3、第2ターミナル側）の間の地下に、開削トンネルで島式ホーム1面2線の構造で設置し、羽田空港新駅のホーム下で東京モノレール羽田空港線が交差する。
アクセス新線区間のうち空港島内の駅やトンネルの躯体部分などの基盤施設は、空港施設として関東地方整備局が整備を計画する。

### 東山手ルート
アクセス新線区間 - 東京貨物ターミナル - 田町駅付近 - 東京駅
- 新橋駅の上野東京ライン下り線から分岐し、東京貨物ターミナル駅からアクセス新線区間に入るルートである[7]。
- 東京貨物ターミナルから田町駅付近までは、休止線となっている東海道貨物線（大汐線）を改修して利用する[7]。新たに「大汐短絡線」を建設することで田町駅付近で東海道線（旅客線）へ接続合流する（田町駅付近 - 浜松町駅間の貨物線設備は活用しない）。上野東京ラインを介して宇都宮線（東北本線）・高崎線・常磐線方面へ直通を想定している。
- 所要時間：羽田空港 - 東京駅間 約18分、現行：東京モノレール経由 28分、京急空港線経由 33分[1]

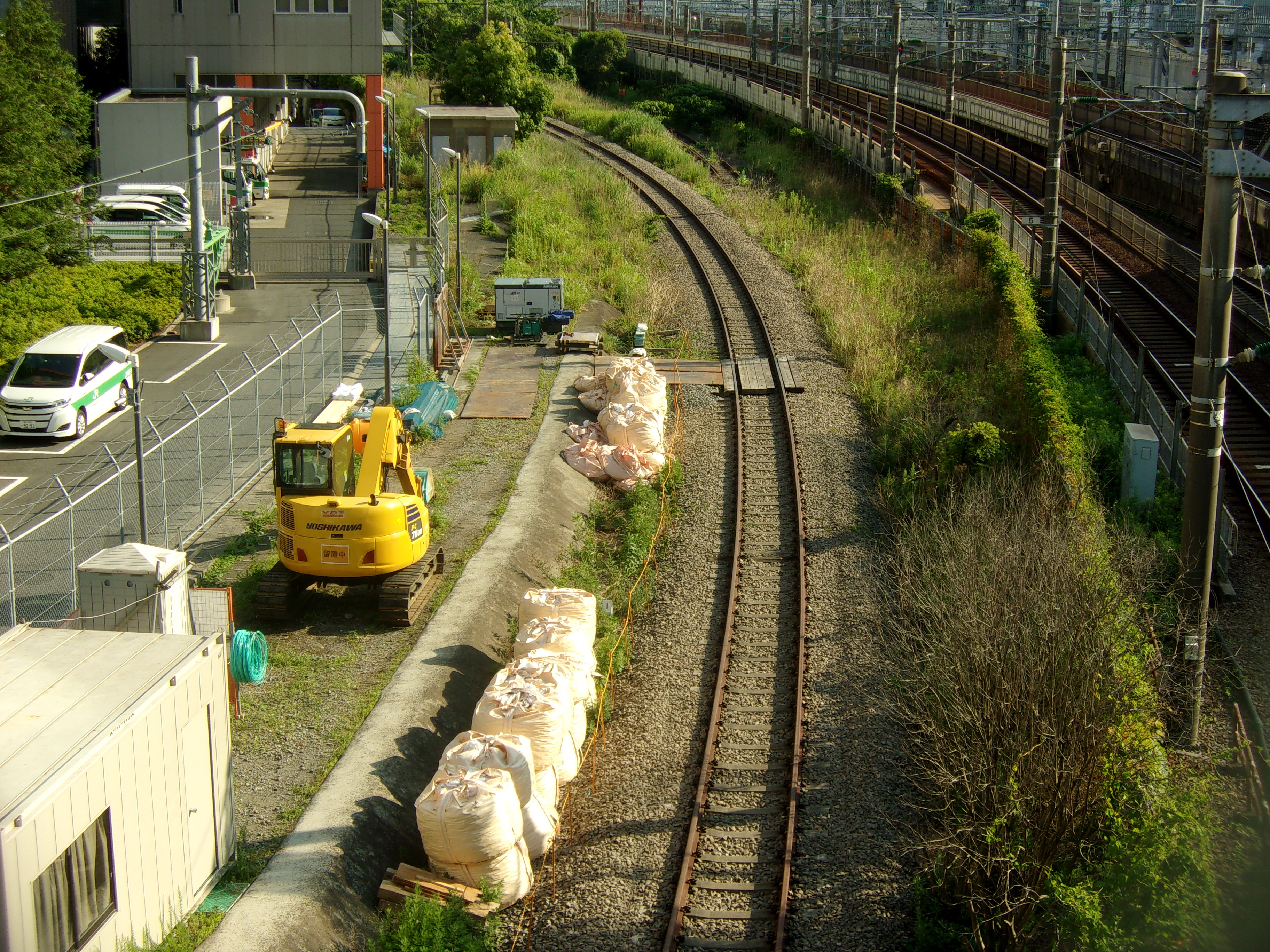
旧大汐線の改修工事が始まった（札ノ辻橋上より、2021年6月）

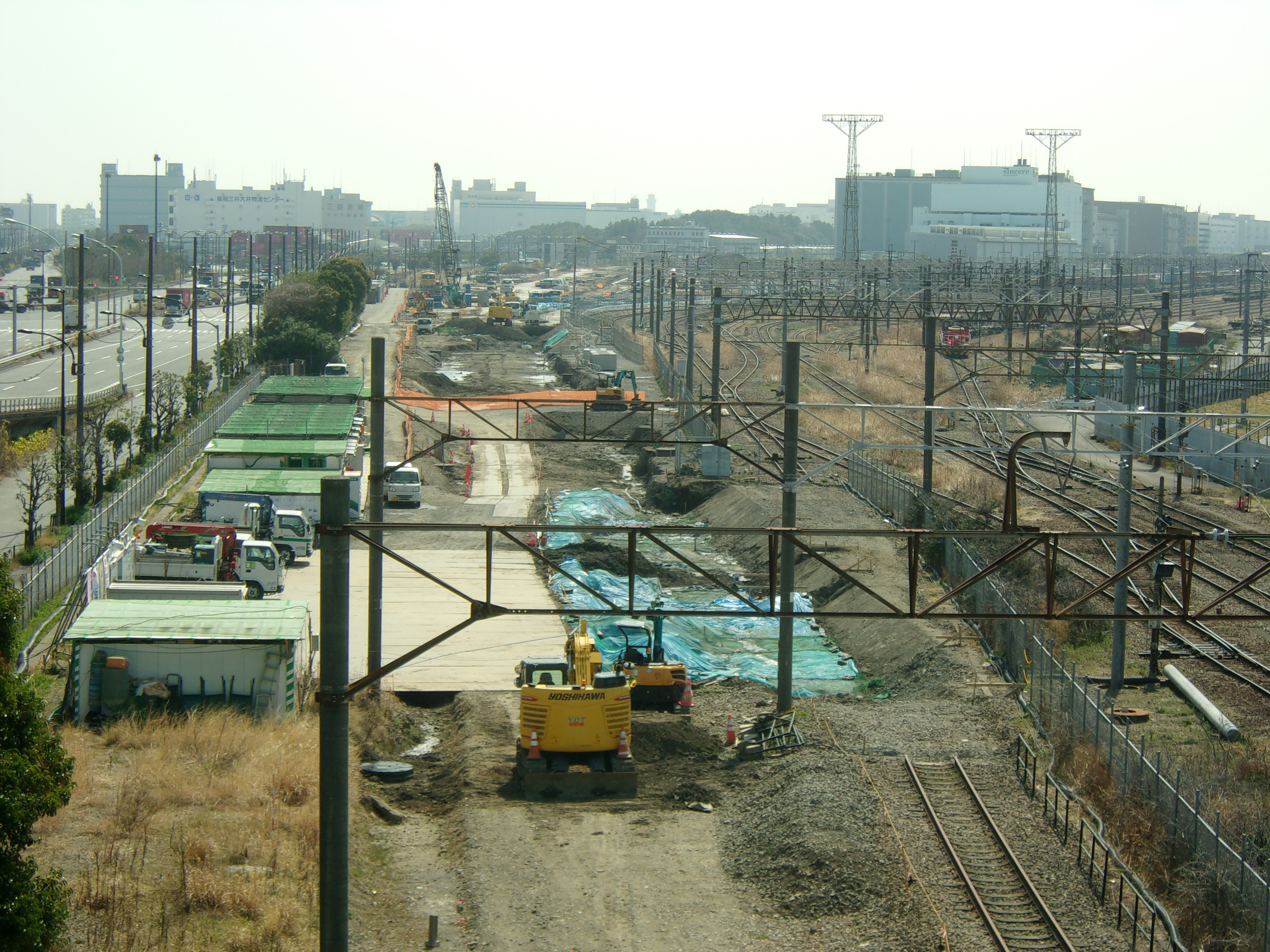
東京貨物ターミナルの一角で進む留置線整備工事（2024年3月）

東海道線旅客線貨物線接続部（大汐短絡線）
田町駅北方の山手線引き上げ線を撤去し、山手線・京浜東北線・東海道線上り線の線路を移設して、東海道線の上下線の間に単線の接続線を設ける。
接続線から単線シールドトンネルで東海道線下り線・東海道新幹線地下をくぐり、田町駅南側で地上へ登り複線となり、高浜西運河付近で大汐線改修区間に接続する。
大汐線改修区間
東海道新幹線回送線と並行する東海道貨物線（大汐線）を、複線で復旧させて使用する。
東京貨物ターミナル内改良区間
東京貨物ターミナル駅内に、留置線や保守基地等の施設を整備する（旅客ホームは設置しない）。
貨物駅北部にある国際救援センター踏切付近は、当初計画では高架とする予定であったが、2021年5月19日に公開された「『羽田空港アクセス線（仮称）整備事業』変更届」によると、高架橋の建設を取りやめ地平のままとする。
運転計画
15両編成まで対応し、運転本数は8本/時・144本/日を計画する。2020年5月に「当初案の2倍強の運転本数を確保」と報道された。

### 西山手ルート
アクセス新線区間 - 東京貨物ターミナル - 大井町駅 - 大崎駅 - 新宿駅
- 東京貨物ターミナルから「東品川短絡線」を建設し、品川シーサイド駅・大井町駅間でりんかい線に合流する。大崎駅から山手貨物線に乗り入れる。すでにりんかい線と相互直通運転する埼京線へ直通を想定する。新宿駅から中央本線へ直通させる構想もある[18]。
- 所要時間：羽田空港 - 新宿駅間 約23分、現行：東京モノレール経由 46分、京急空港線経由 41分[1]

### 臨海部ルート
アクセス新線区間 - 東京貨物ターミナル - 東京テレポート駅 - 新木場駅
- 東京貨物ターミナルから隣接するりんかい線・東臨運輸区（八潮車両基地）へ、回送線を複線化する。品川埠頭分岐部でりんかい線に合流する。りんかい線と線路が接続している京葉線へ直通を想定する[18]。
- 所要時間：羽田空港 - 新木場駅間 約20分　現行：東京モノレール経由 41分[1]
- 2024年時点で、2031年度開業を目指すと報じられた[19]。

## 沿革

### 構想経緯
2000年に運輸省運輸政策審議会答申第18号（第18号答申）は「東京臨海高速鉄道臨海副都心線（現：りんかい線）の建設及び羽田アクセス新線（仮称）の新設」として、東京テレポート駅から東京貨物ターミナル駅を経て羽田空港に向かう路線がB路線（今後整備について検討すべき路線）として取り上げ、「大崎方面からの直通ルートについても併せ検討する」とした。同答申は、同じくB路線として「東海道貨物支線の旅客線化等及び川崎アプローチ線（仮称）の新設」を取り上げ、品川駅および東京テレポート駅から浜川崎駅へ向かう途中の天空橋駅付近に「羽田空港口駅（仮称）」を設けて羽田空港へ連絡する計画も取り上げたが、2002年にJR東日本が東京モノレールを子会社化してこれら計画は進捗しなかった。
2013年10月29日にJR東日本が発表した「グループ経営構想V（ファイブ）『今後の重点取組み事項』について」は、「今後の羽田空港の利用客増加を見据えた、空港アクセス改善策の検討」を記し、11月9日にNHKは、JR東日本が田町駅から休止中の東海道貨物線を活用して羽田空港へ向かう鉄道路線について整備の検討に入った、と報じた。
2014年8月19日にJR東日本は、国土交通省交通政策審議会の「東京圏における今後の都市鉄道のあり方に関する小委員会」で計画を明らかにした。本計画に関連して、東京都が保有する東京臨海高速鉄道の株式をJR東日本が買収する意向であることが明らかになった。
当時、羽田空港新駅付近や既存線との接続は難工事が予想されることから2020年東京オリンピックに開業を間に合わせるため、3ルートのうち既存施設が活用できる臨海部ルートに絞り、空港島内に暫定駅を設けてターミナルまでバスで連絡する案もあったが、2015年時点で暫定開業は断念している。
2015年3月6日に東京都は「広域交通ネットワーク計画について≪交通政策審議会答申に向けた検討の中間まとめ≫」を公表し、当路線は整備効果が高いとして「整備について優先的に検討すべき路線」5路線に挙げた。7月10日に公表された「広域交通ネットワーク計画について≪交通政策審議会答申に向けた検討のまとめ≫」も「羽田空港へのアクセスに特に効果が期待できる」として踏襲している。当路線と競合する新空港線「蒲蒲線」（矢口渡駅 - 蒲田駅 - 京急蒲田駅 - 大鳥居駅）は、都が求める目標への寄与度が低いとして当路線より1段低い「整備について検討すべき路線」とされ、都心直結線（押上駅 - 新東京駅 - 泉岳寺駅）は、費用便益比が1.0を下回るとして検討すべき路線からも外れた。
2016年4月7日に東京圏における今後の都市鉄道のあり方に関する小委員会がまとめた交通政策審議会答申第198号は、当路線を京葉線・りんかい線相互直通運転化と合わせて「国際競争力の強化に資する鉄道ネットワークのプロジェクト」に位置付け、4月20日に国土交通大臣に答申した。答申は優先順位を示していないが、課題の項目に「他の空港アクセス路線との補完関係を考慮しつつ、事業化に向けて関係地方公共団体・鉄道事業者等において事業計画の検討の深度化を図るべき」と記載し、事業化に前向きな表現としている。答申は久喜駅を介して東武伊勢崎線と直通運転する案も提言している。
東京都は2018年度予算案で、東京メトロ株式の配当を原資とした「鉄道新線建設等準備基金」を創設して当線を含む6路線の事業化を検討する。
2018年7月3日にJR東日本は「グループ経営ビジョン『変革2027』」を発表し、「羽田空港アクセス線構想の推進」を記した。
2019年5月にJR東日本は環境影響評価に着手した。
2020年2月8日に、臨海部ルートと京葉線を乗り換えなしで結ぶ方針、羽田空港の終着駅を国際線ターミナル（現第3ターミナル）とする、西山手ルートから中央本線（長野、山梨方面）へ直通させる、構想が報道された。
2020年4月30日に国土交通省関東地方整備局東京空港整備事務所は、2020年度事業概要で、空港アクセス鉄道（羽田空港アクセス線・京急空港線引上線）の基盤新規整備に新規着手することを発表した。2020年度はJR東日本・京急と事業範囲の調整を含む整備に向けた調査・設計を推進する、予定をトラベルWatchインプレスが報じた。

### 事業許可後
2021年1月20日にJR東日本は、「アクセス新線」区間である東京貨物ターミナル駅 - 羽田空港新駅（仮称）間の5.0 kmについて第一種鉄道事業許可を取得した。事業費は田町駅 - 東京貨物ターミナル駅間（大汐線）の改良区間を含めて約3,000億円、2022年度の着工、2029年度の運行開始を予定した。2023年4月4日にJR東日本は、2023年6月に着工して2031年度の運行開始を目指す、羽田空港新駅は第2ターミナル駐車場に隣接した構内道路の地下1階に位置する、それぞれの計画を発表した。

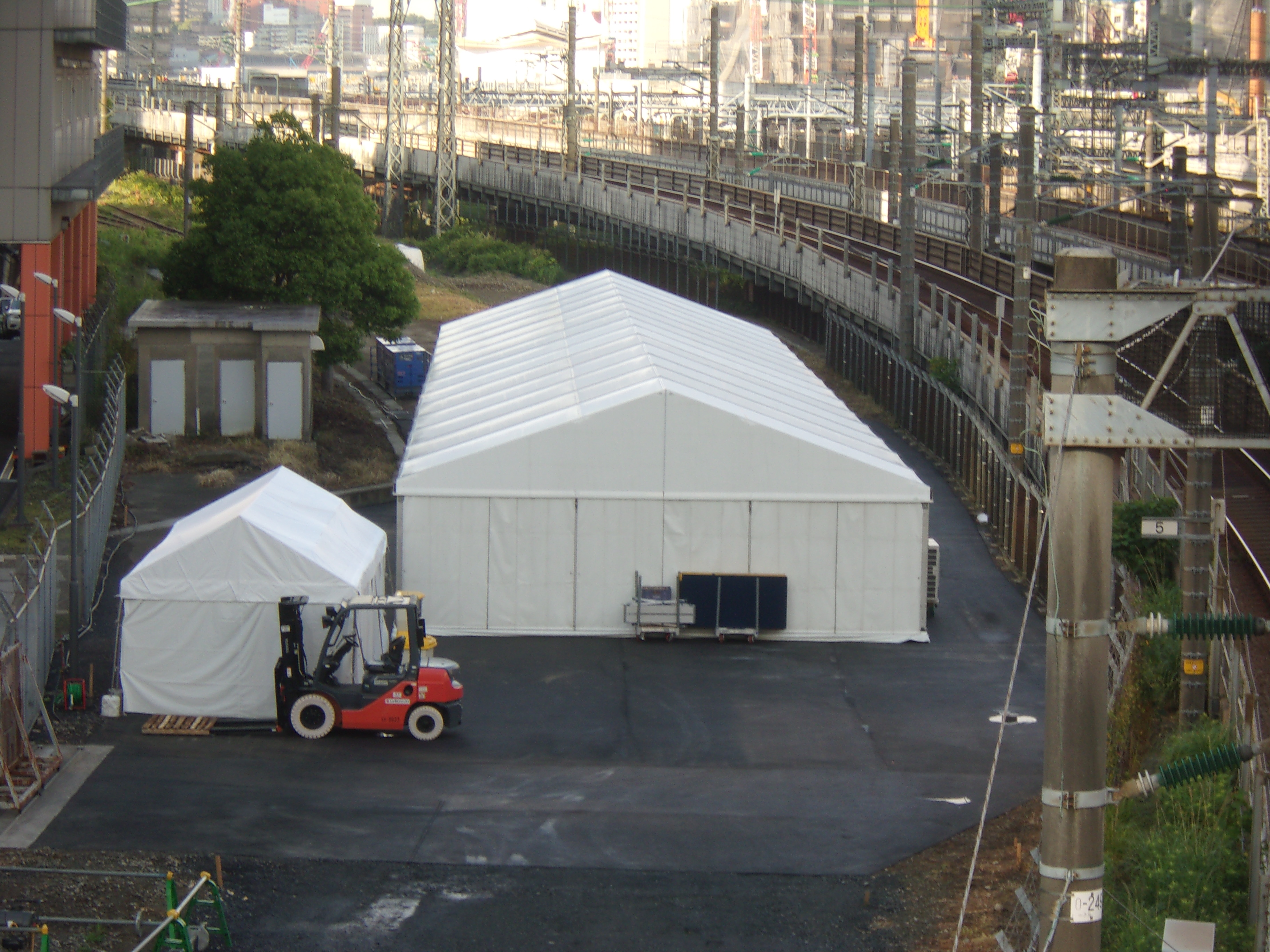
軌道上で挙行した起工式会場（仮設テント）

品川区議会は、途中駅設置の可能性を検討する予算を可決した。
2023年6月2日に起工式を催して着工する。
2023年12月7日に羽田空港で駅の建設を開始する。
2024年4月15日に、田町駅付近の工事予定地で発見されて港区の教育委員会から保存が求められている高輪築堤の石積を避けて通すため、計画を一部変更することを発表した。
2024年7月24日に、JR東日本は臨海部ルートを東山手ルートと同時に2031年度開業で調整している、と報道された。
2025年4月19日と20日、田町駅付近で東海道新幹線下を潜るトンネル掘削に伴う敷地確保のため、駅北側（東京駅方）の山手線と京浜東北線の軌道を横移動させる工事を実施。19日は山手線外回りと京浜東北線が終日、20日は山手線内回りも含め午前中まで区間運休とし、1000人を超える作業員を充当する大掛かりなもので、約54万人に影響した。本工事に伴い19日は田町駅北側の雑魚場架道橋も終日通行止めとなった。なお、田町駅ホームの北寄りホーム先端部分を移動した軌道に合わせて屈曲させるため、2024年10月24日から山手線外回りの進行方向後方9 - 11号車部分のホームドアを撤去したり、トンネル掘削に向け東海道線軌道の路面をかさ上げしたりするなどの準備工を夜間作業で行ってきた。

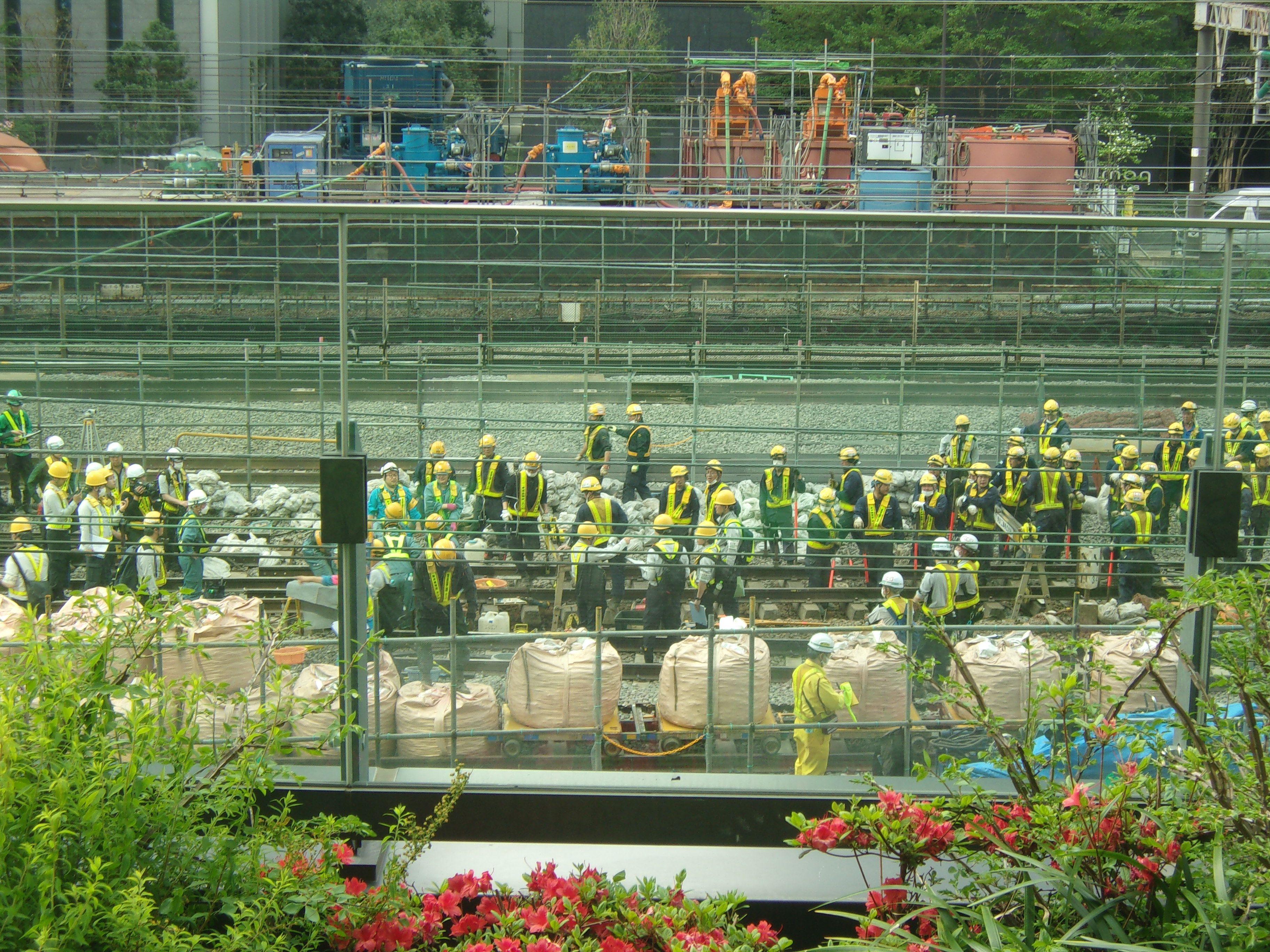
人海戦術でのレール切替作業（2025年4月19日）
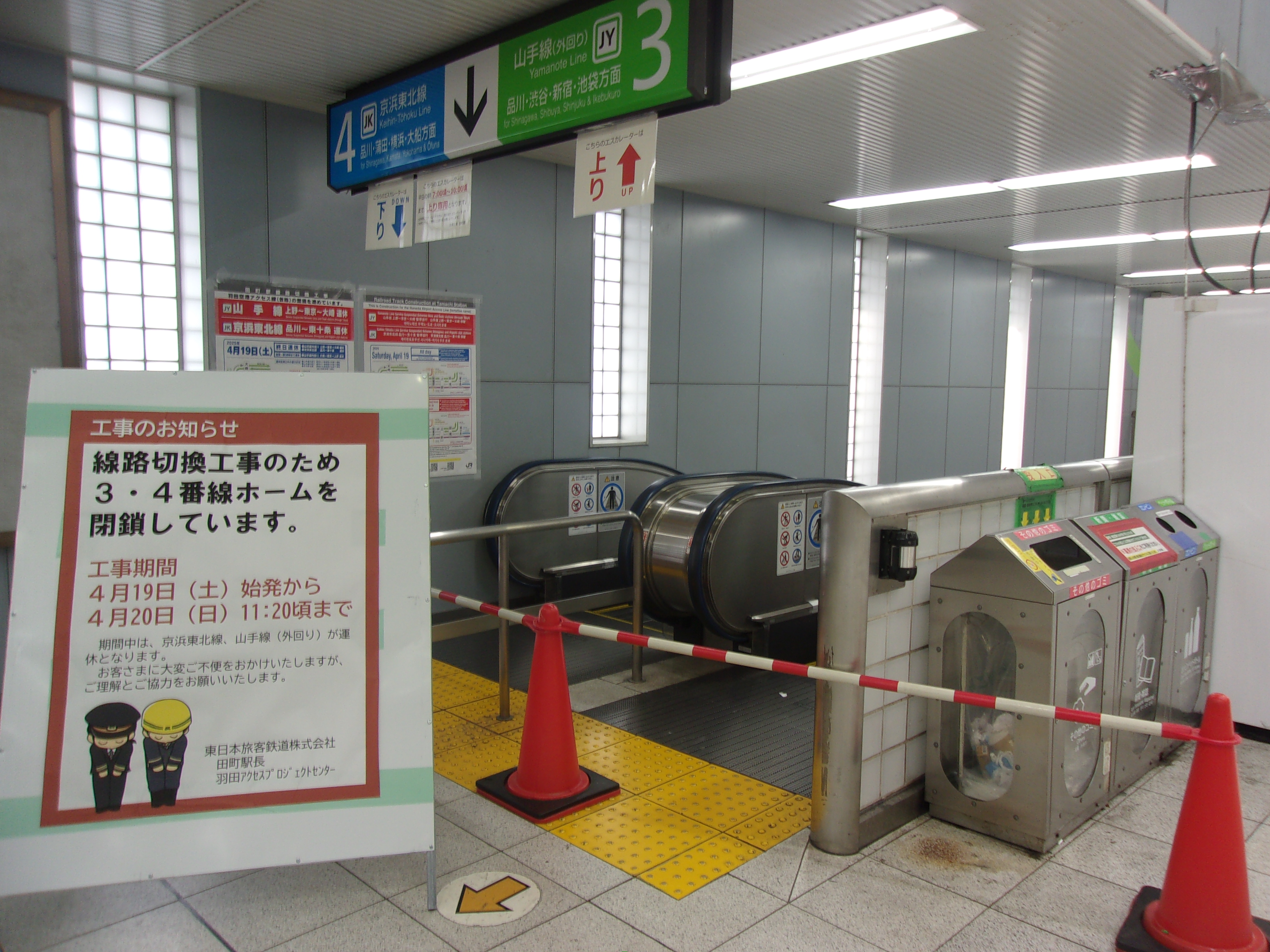
ホーム立入禁止となった田町駅（2025年4月19日）
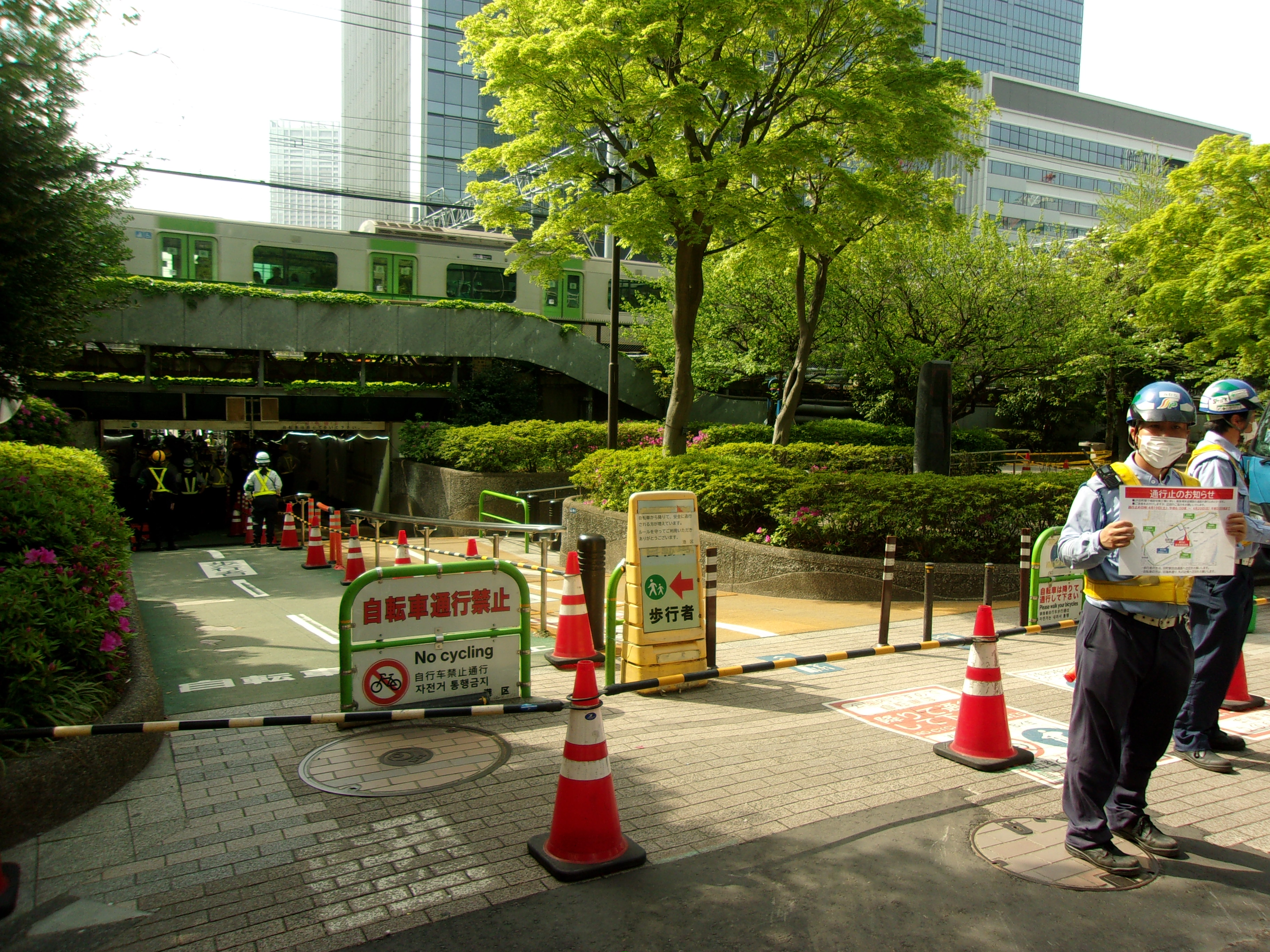
通行止めとなった雑魚場架道橋（2025年4月19日）
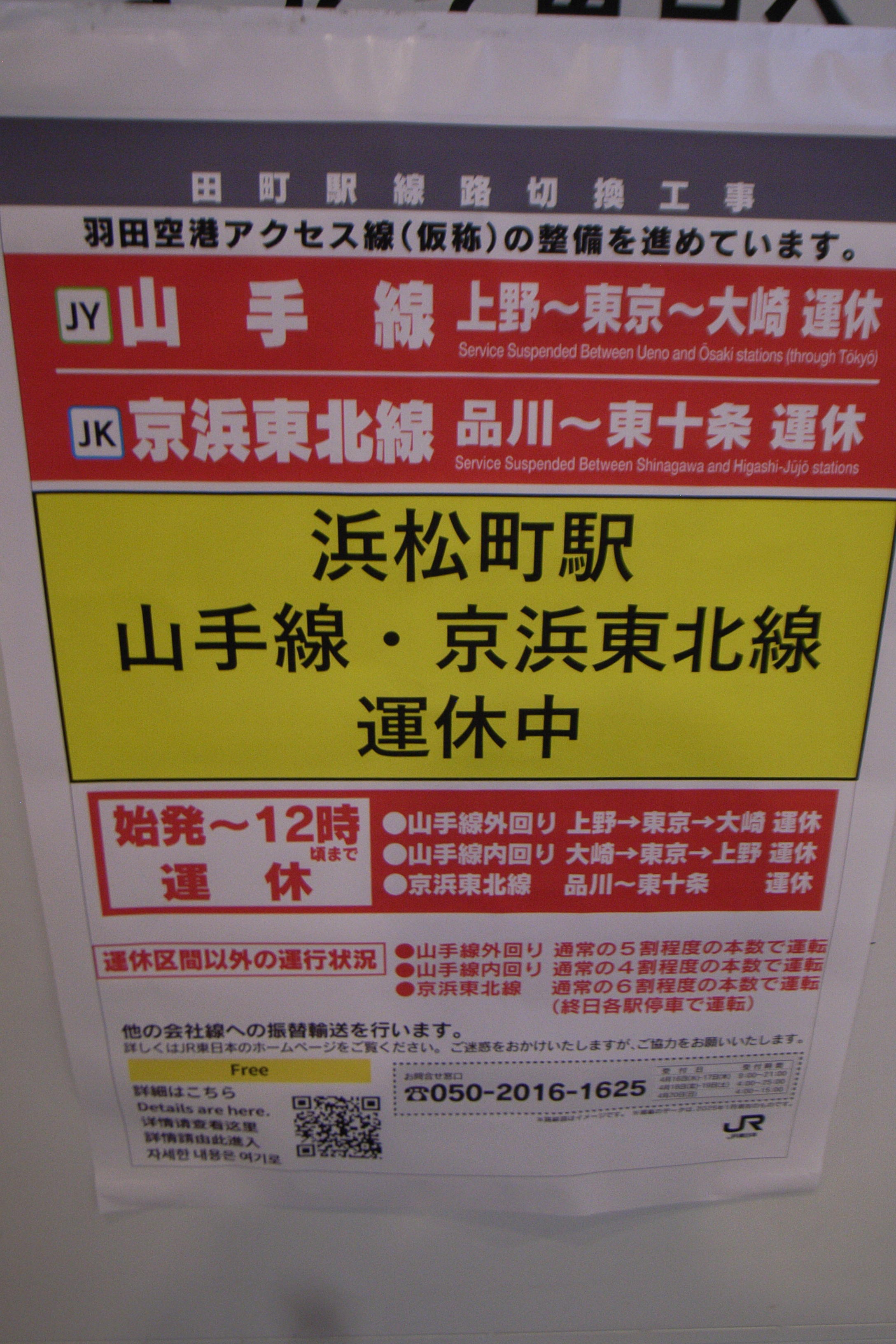
山手線・京浜東北線全面運休中のお知らせ（浜松町駅）（2025年4月20日）
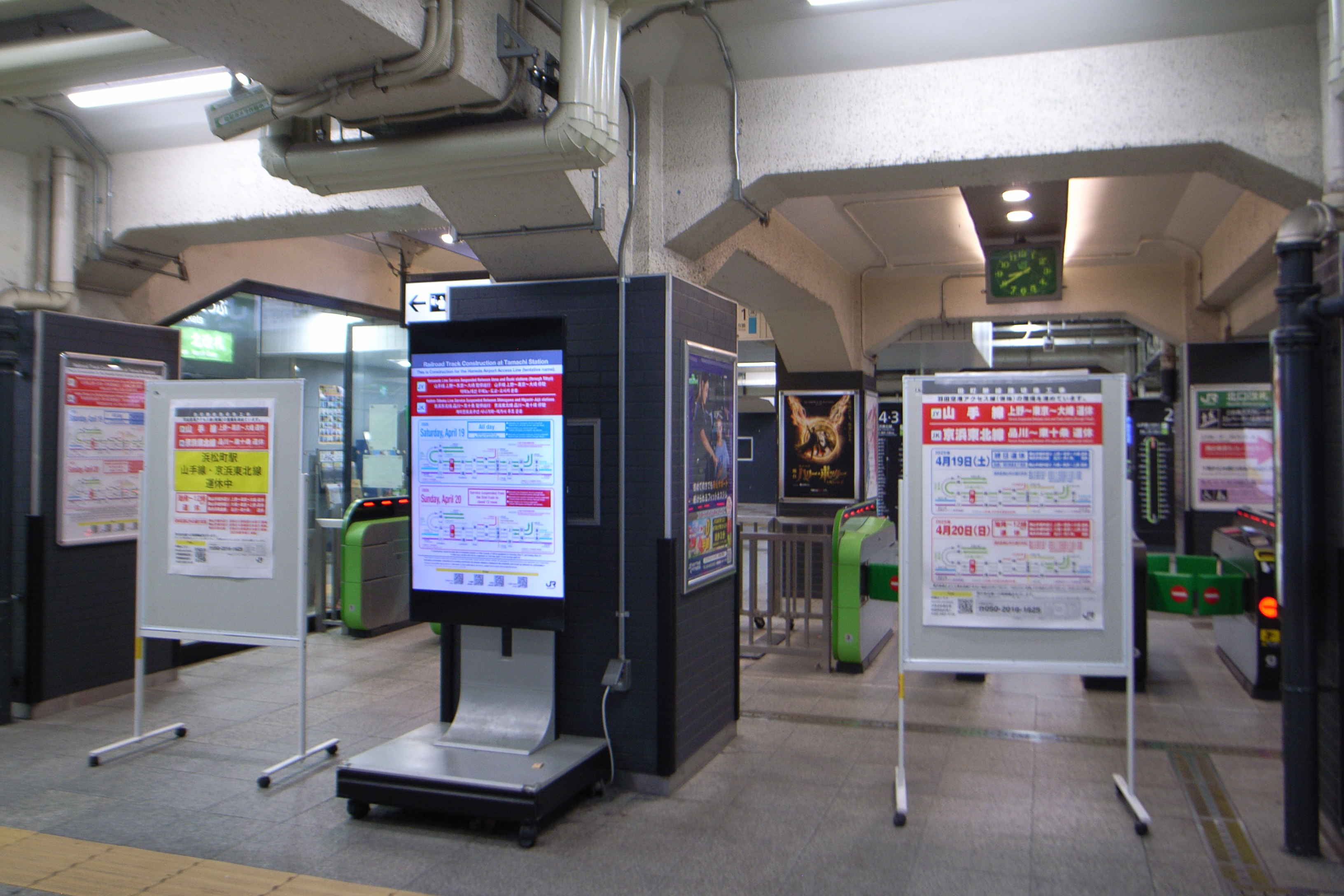
列車全面運休中のため閉鎖された浜松町駅改札（2025年4月20日）
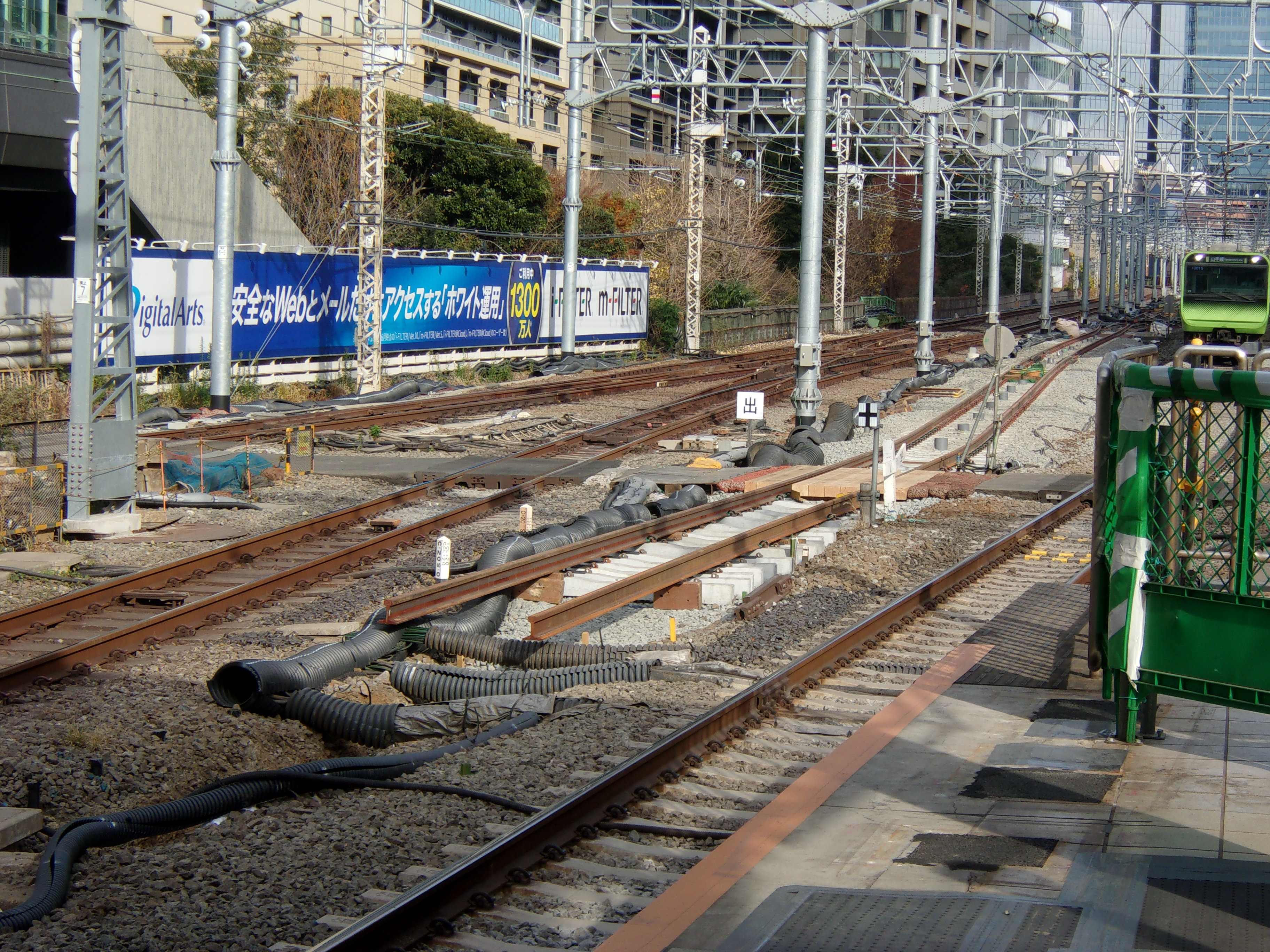
事前に行われてきたレール切替の準備（2024年12月）
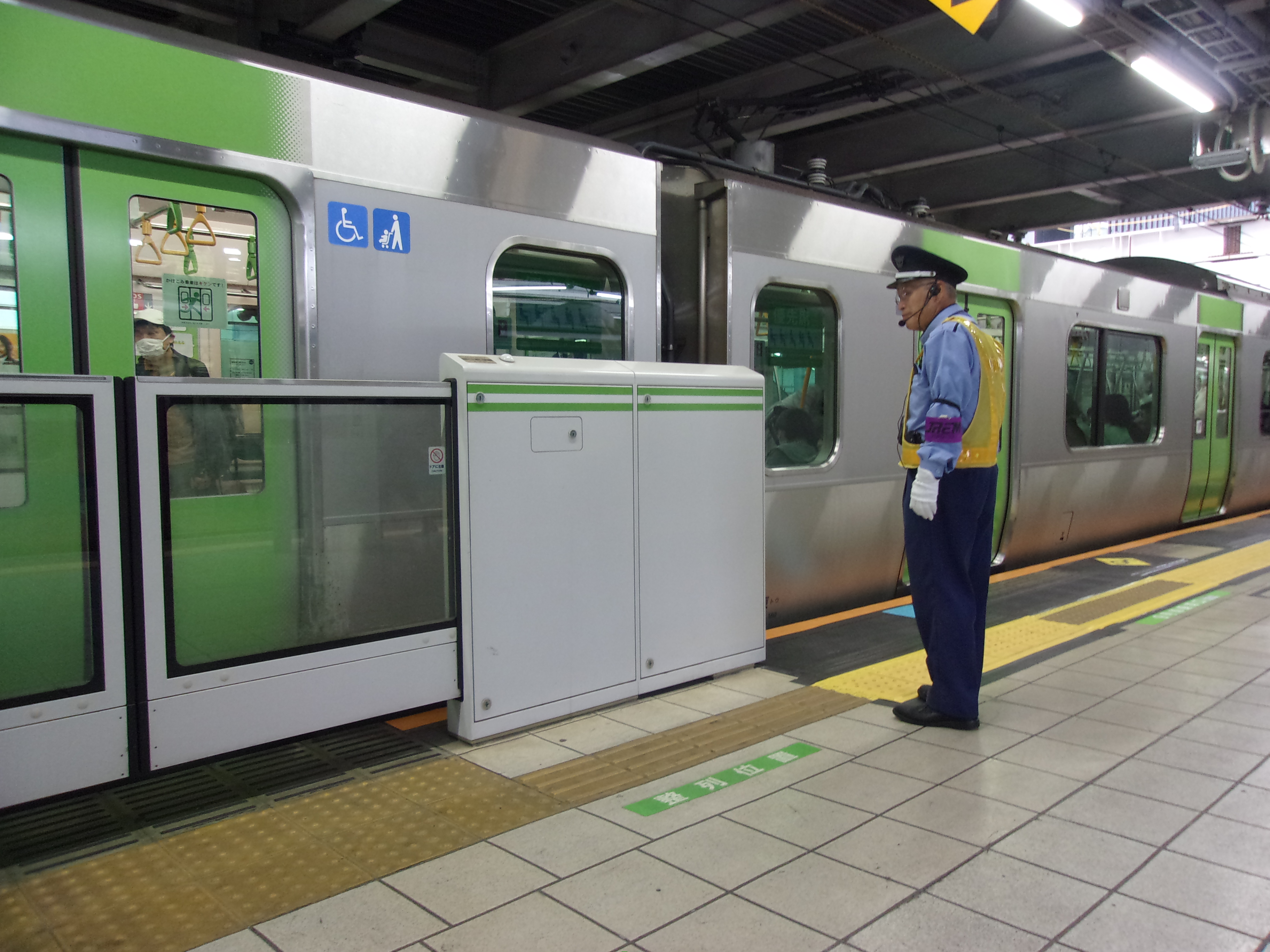
一部のホームドアが撤去された田町駅山手線外回りホーム（2024年11月）
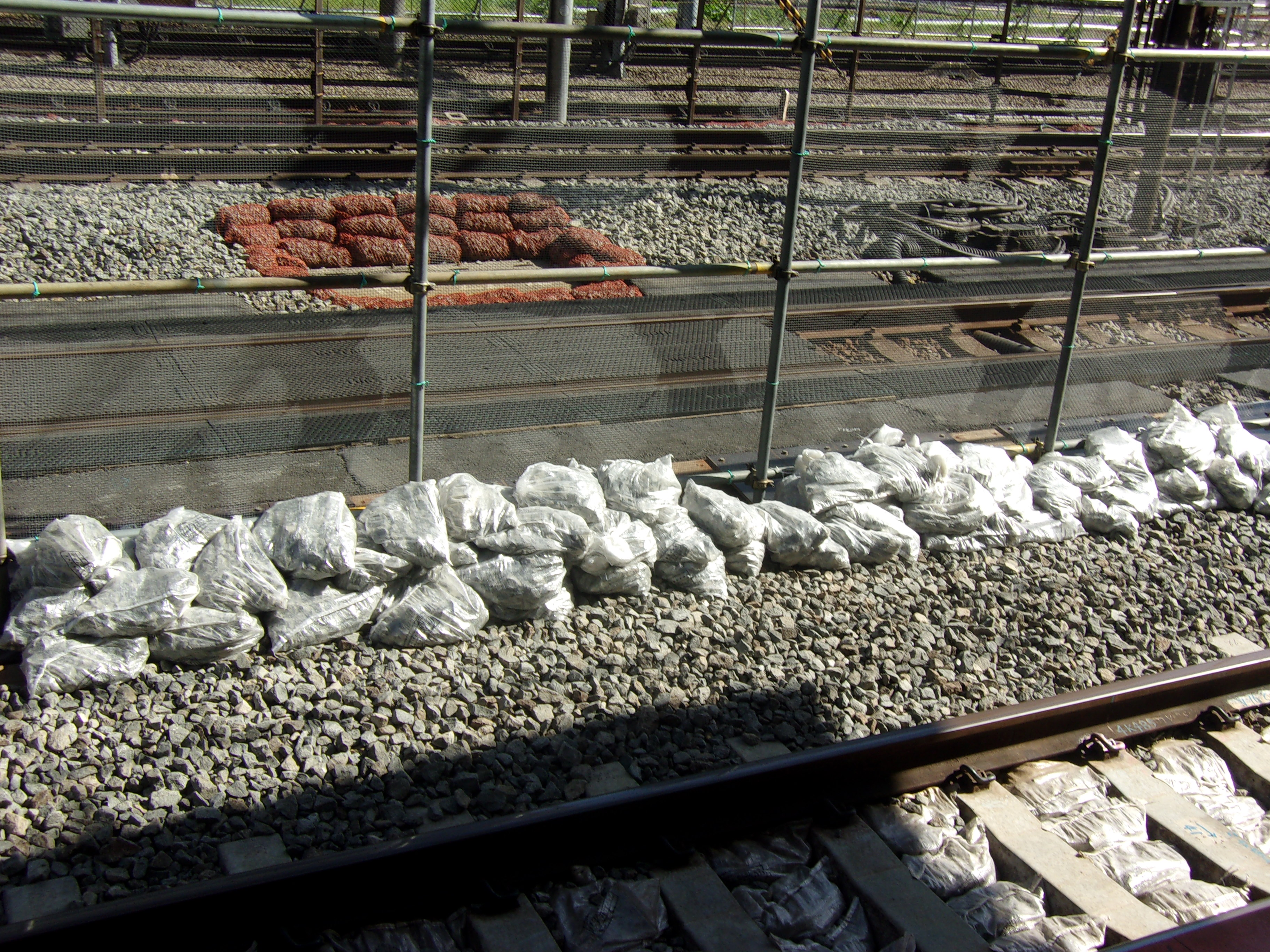
かさ上げされた東海道線軌道（画面奥の茶色土嚢〈どのう〉三段分）（2025年4月）